# Onur Kolay
Onur Kolay (* 29. Januar 1991 in İskilip) ist ein türkischer Fußballspieler.

## Karriere
Kolay begann mit dem Vereinsfußball 2004 in der Nachwuchsabteilung von Bugsaş Spor. 2008 erhielt er hier einen Profivertrag und spielte die nächsten zwei Jahre für die Profis, ohne sich dabei als Stammspieler durchsetzen zu können. So wechselte er im Sommer 2010 zum Viertligisten Bursa Nilüferspor. Bei diesem Verein zählte er die nächsten dreieinhalb Spielzeiten zu den wichtigsten Spielern seiner Mannschaft.
Zusammen mit seinem Teamkollegen Mert Yüksel wechselte Kolay im Januar 2014 zum Zweitligisten Şanlıurfaspor. Hier spielte ein Jahr lang und wurde anschließend für die Rückrunde der Saison 2014/15 an Aydınspor 1923. Im Sommer 2016 zog er zu Hatayspor und eine halbe Saison später zu İstanbulspor weiter.

## Erfolge
Mit İstanbulspor
- Meister der TFF 2. Lig und Aufstieg in die TFF 1. Lig: 2016/17